# Robert Peters (Radsportler)
Robert Peters (geb. 15. November 1970) ist ein ehemaliger antiguanischer Radrennfahrer.
Er trat bei den Olympischen Sommerspielen 1992 in Barcelona an, sowie bei den Commonwealth Games 1994 in Victoria. Im Straßenrennen konnte er den Lauf nicht beenden. In der Einerverfolgung schied er im Vorlauf aus.